# لیگ فوتبال استان چهارمحال و بختیاری
لیگ فوتبال استان چهارمحال و بختیاری، بالاترین سطح فوتبال در استان چهارمحال و بختیاری می‌باشد که در پنجمین سطح از فوتبال ایران و بعد از لیگ دسته سوم فوتبال ایران قرار دارد. قهرمان این جام به مسابقات کشوری لیگ دسته سوم فوتبال ایران راه می‌یابد و جواز حضور در جام حذفی را کسب می‌کند.

## نحوه برگزاری
مسابقات در یک مرحله و بین ۱۰ تیم برگزار می‌شود. قهرمان لیگ به لیگ دسته سوم فوتبال ایران صعود می‌کند. این مسابقات هر سال توسط هیئت فوتبال استان چهار محال و بختیاری برگزار می‌شود.

## فصل ۹۷–۱۳۹۸
تیم‌های حاضر
- پیام بروجن
- توانمند زاگرس جونقان
- دهیاری زرمیتان
- زاینده رود سامان
- شاهین نقنه
- شهدای ابوذر فارسان
- شهدای باباحیدر
- شهرداری بلداجی
- شهرداری مالخلیفه
- اتحاد اردل